# Кубагушева, Рамиля Сулеймановна
     Кубагушева Рамиля Сулеймановна   (род. 15 декабря 1957 года) — артист-кукловод ГУКиИ РБ "Башкирский государственный театр кукол". Народная артистка РБ (1996).  Член Союза театральных деятелей РБ.

## Биография
Кубагушева Рамиля Сулеймановна родилась 15 декабря 1957 года.
С 1978 года работает артистом-кукловодом в Башкирском государственном театре кукол в г. Уфе.

## Роли в спектаклях
Роли Рамили Кубагушевой: Гали в «Галиме» по М. Гафури, Гульфира в «Альмандар из деревни Альдршмеш» Т.Минуллина, Зайчик в «Косолапому не спится» С. Алибаева, Пупок в «Долгом-долгом детстве» по М. Кариму, Ласточка в «Дюймовочке» по Г.-Х. Андерсену.

## Награды и звания
Народная артистка РБ (1996)
Заслуженная артистка БАССР (1987)
Заслуженный работник культуры РБ